# Premio Fénix de literatura
El premio Fénix de literatura infantil (Phonenix Children’s Book Award en idioma original inglés) es un galardón literario que, desde 1985 y de manera anual, otorga la asociación estadounidense The Children's Literature Association.

## Otorgantes

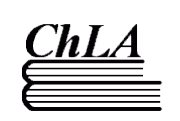
Logotipo de la Children's Literature Association, una asociación estadounidense sin ánimo de lucro que está centrada en la literatura infantil y juvenil.

La asociación Children's Literature Association es una entidad estadounidense sin ánimo de lucro cuya primera asamblea se celebró en 1974 en la Universidad de Connecticut. Nació por iniciativa de Anne Jordan y Jon Stott, profesores de universidad quienes estaban preocupados por la inexistencia de instituciones centradas en la literatura infantil y juvenil. Se define así misma como una «organización de profesores, estudiosos, libreros, editores, escritores, ilustradores y padres interesados en la promoción del estudio serio sobre la literatura infantil y juvenil».

## Características

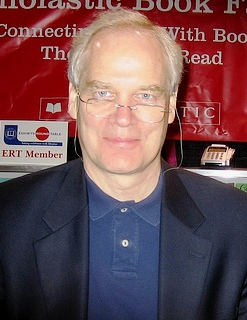
El autor estadounidense Andrew Clements. Su obra Frindle fue galardonada en la edición de 2016.

El premio se creó en 1985. Optan a él libros que hayan sido nominados por algún miembro de la asociación o por cualquier otra persona cuyo interés sea el apoyar unos estándares altos de calidad en la literatura para niños y jóvenes. Es independiente que el autor esté vivo o haya fallecido y algún escritor ha recibido el reconocimiento en fecha posterior a su muerte.
El galardón reconoce la calidad literaria de la obra premiada. Las candidatas tienen que haber sido publicadas originalmente en idioma inglés durante un periodo previo de veinte años antes y no deben haber sido reconocidas por ningún galardón importante. Esta es una característica que diferencia a los Fénix ya que la mayoría de los otros premios literarios se otorgan a creaciones que han salido a la luz durante el año previo.

## Ganadores
La primera obra en ser galardonada fue The Mark of the Horse Lord, escrita por la autora británica Rosemary Sutcliff y que había sido publicada veinte años antes, en 1965. En ulteriores ediciones y hasta la actualidad han sido premiados los siguientes títulos:
| Premios Fénix de literatura infantil y juvenil |                         |                               |
| Edición                                        | Autor/a                 | Obra                          |
| 2016                                           | Andrew Clements         | Frindle                       |
| 2015                                           | Kyoko Mori              | One Bird                      |
| 2014                                           | Gary Soto               | Jesse                         |
| 2013                                           | Gaye Hiçyilmaz          | The Frozen Waterfall          |
| 2012                                           | Karen Hesse             | Letters from Rifka            |
| 2011                                           | Virginia Euwer Wolff    | The Mozart Season             |
| 2010                                           | Rosemary Sutcliff       | The Shining Company           |
| 2009                                           | Lia Block               | Weetzie Bat                   |
| 2008                                           | Peter Dickinson         | Eva                           |
| 2007                                           | Margaret Mahy           | Memory                        |
| 2006                                           | Diana Wynne Jones       | Howl’s Moving Castle          |
| 2005                                           | Margaret Mahy           | The Catalogue of the Universe |
| 2004                                           | Berlie Doherty          | White Peak Farm               |
| 2003                                           | Ivan Southall           | The Long Night Watch          |
| 2002                                           | Zibby Oneal             | A Formal Feeling              |
| 2001                                           | Peter Dickinson         | The Seventh Raven             |
| 2000                                           | Monica Hughes           | Keeper of the Isis Light      |
| 1999                                           | E. L. Konigsburg        | Throwing Shadows              |
| 1998                                           | Jill Paton Walsh        | A Chance Child                |
| 1997                                           | Robert Cormier          | I Am the Cheese               |
| 1996                                           | Alan Garner             | The Stone Book                |
| 1995                                           | Laurence Yep            | Dragonwings                   |
| 1994                                           | Katherine Paterson      | Of Nightingales That Weep     |
| 1993                                           | Nina Bawden             | Carrie’s War                  |
| 1992                                           | Mollie Hunter           | A Sound of Chariots           |
| 1991                                           | Jane Gardam             | A Long Way from Verona        |
| 1990                                           | Sylvia Louise           | Enchantress from the Stars    |
| 1989                                           | Helen Cresswell         | The Night Watchmen            |
| 1988                                           | Erik Christian Haugaard | The Rider and His Horse       |
| 1987                                           | Leon Garfield           | Queenie Peavy                 |
| 1986                                           | Robert Burch            | Frindle                       |
| 1985                                           | Rosemary Sutcliff       | The Mark of the Horse Lord    |